# Imidocarbe
 (avril 2017).
Si vous disposez d'ouvrages ou d'articles de référence ou si vous connaissez des sites web de qualité traitant du thème abordé ici, merci de compléter l'article en donnant les références utiles à sa vérifiabilité et en les liant à la section « Notes et références ».
L'imidocarbe (Carbesia) est à l'heure actuelle l'unique molécule piroplasmicide d'usage vétérinaire en France. Son action est efficace et prolongée sur quelques semaines. Elle peut être utilisée dans le traitement et la prévention des babésioses bovine, équine et canine, ainsi que dans le traitement de l'anaplasmose bovine.